# پوستا
پوستا (به ایتالیایی: Posta) یک کومونه در ایتالیا است که در استان ریتی واقع شده‌است.

## خصوصیات
پوستا ۶۶٫۵ کیلومترمربع مساحت و ۸۱۹ نفر جمعیت دارد و ۷۲۱ متر بالاتر از سطح دریا واقع شده‌است.